# Planktonologi
Planktonologi eller planktologi er læren om plankton, hvilket er forskellige vandlevende mikroorganismer (dyr og planter), der flyder i vandet. Feltet omfatter en række emner, herunder primærproduktionen og kulstofkredsløbet.
| Biologi | Spire Denne artikel om biologi er en spire som bør udbygges. Du er velkommen til at hjælpe Wikipedia ved at udvide den. |